# Binjamin Tamuz
Binjamin Tamuz (hebrejsky בנימין תמוז‎, 11. července 1919 – 19. července 1989) byl izraelský spisovatel, novinář, umělecký kritik, malíř a sochař. Obhajoval pokojné židovské a arabské soužití.

## Biografie
Narodil se v Ruské sovětské federativní socialistické republice a v pěti letech podnikl společně s rodiči aliju do britské mandátní Palestiny. Tam následně studoval ve škole Tachkemoni a na gymnáziu Herzlija v Tel Avivu. Posléze vystudoval právo a ekonomii na Telavivské univerzitě. Už jako mladík se věnoval psaní, malování a sochařství. Náruživě se zajímal o dějiny umění a tento obor posléze studoval na Sorbonně v Paříži (1950–1951). V době svého dospívání se stal členem komunistického podzemí. Byl rovněž jedním z vůdců kanaánského hnutí. Velký vliv na něj měl izraelský sochař Jicchak Danciger.
V roce 1948 se stal členem redakčního sboru deníku Haaretz. Zprvu psal oblíbený sloupek „Uzi & Co.“ a později psal pro dětský deník Haaretz Šelanu. Od roku 1965 se podílel na tvorbě literární a kulturní přílohy deníku Haaretz, kde působil jako umělecký kritik. V letech 1971 až 1975 zastával post kulturního atašé na izraelské ambasádě v Londýně. Později v letech 1979 až 1984 byl pozván coby hostující spisovatel na Oxfordskou univerzitu.
Zemřel v roce 1989 v Tel Avivu ve věku 70 let na rakovinu.

## Dílo
Níže uvedené Tamuzovy knihy byly publikovány v angličtině:
- A Castle in Spain (1973)
- A Rare Cure (povídky, 1981)
- Minotaur (1981)
- Requiem for Na'aman (1982)
- The Orchard (novela, 1984)